# Tratamientos biológicos

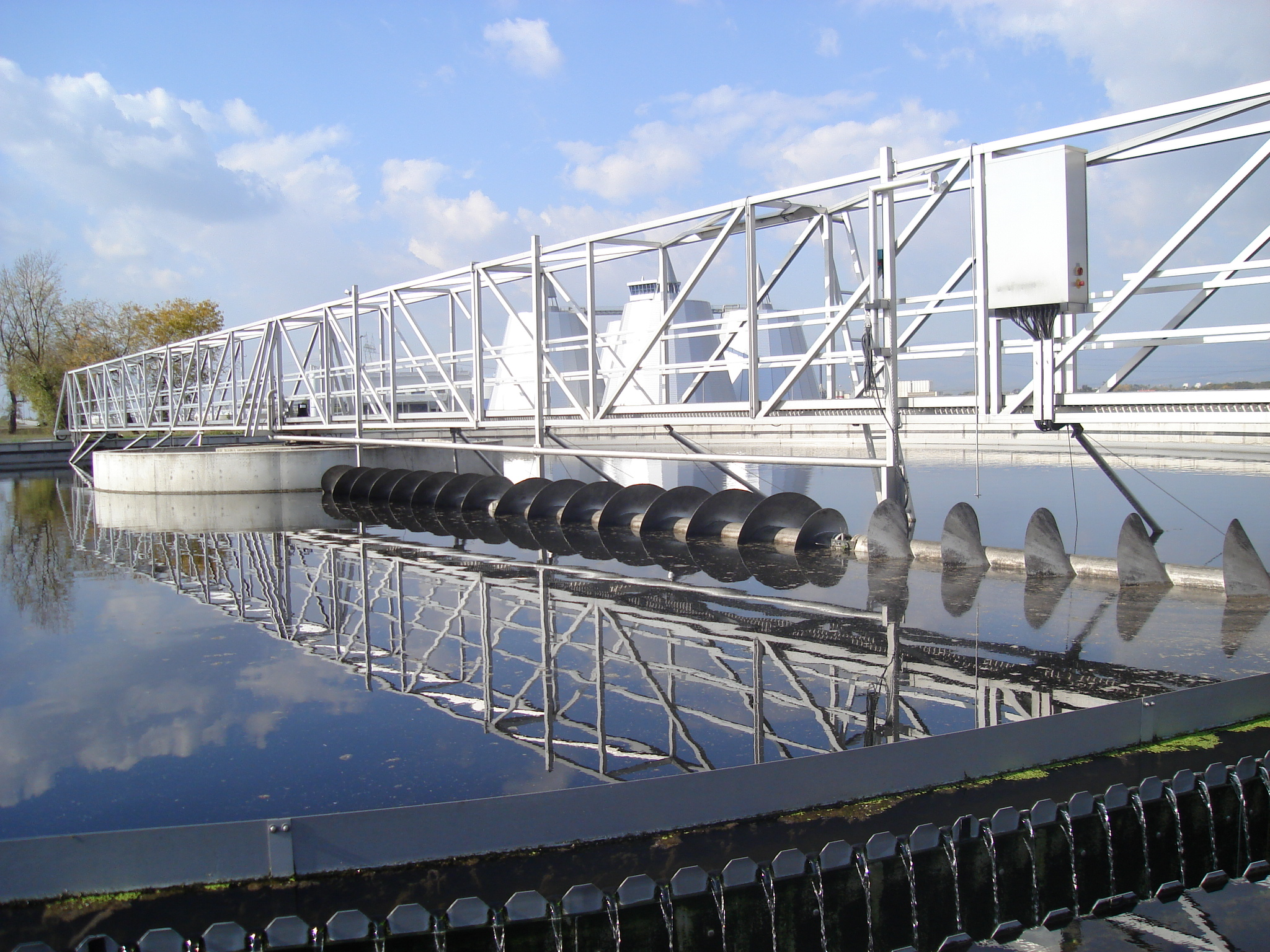
Tratamiento biológico de aguas residuales.

Conjunto de tratamientos de las aguas residuales contaminadas basados en la descomposición de la materia orgánica por organismos vivos, produciendo compuestos de menor poder contaminante. Reciben también el nombre de tratamientos secundarios. Aunque en teoría la degradación podría llegar a CO2 o metano y agua, en la práctica producen una insolubilización de la materia orgánica, en forma de microorganismos que sedimentan formando flóculos, pudiendo ser retirados como fango biológico. Los tratamientos biológicos pueden ser aerobios o anaerobios, según intervenga el oxígeno como oxidante o no.
- Datos: Q6152011